# 函館市北方民族資料館
函館市北方民族資料館（はこだてしほっぽうみんぞくしりょうかん）は、北海道函館市末広町にある博物館である。旧日本銀行函館支店を改装した施設で、アイヌやウィルタほか北方民族の衣装や生活用品などを展示している。

## 概要
建物は1926年（大正15年）に日本銀行函館支店として建てられ、1988年（昭和63年）まで使用されたものである。これを改装し、1989年（平成元年）11月に市立函館博物館の所蔵民族資料および石川啄木関連資料を展示する「函館市北方民族・石川啄木資料館」として開館した。その後、1993年（平成5年）の函館市文学館の開館にともない石川啄木関連資料を同館に移管、同年4月に現在の函館市北方民族資料館としてリニューアルオープンした。
館内では展示のほか、ムックリの製作・演奏や北方民族文様の切り紙細工
の体験講座を開催している。

## 所蔵品
函館博物館旧蔵資料
1879年（明治12年）から1886年（明治19年）に開拓使などに収集されたもの。開拓使函館支所仮博物場で展示されていたが、同施設が1891年（明治24年）に北海道庁立函館商業学校の展示場となるとアイヌ資料も同校に移管。その後、商業学校が廃止され資料が北海道庁立函館尋常中学校に移り、教材として使用された。1956年（昭和31年）に市立函館博物館に寄託された。
馬場コレクション
函館出身の考古学研究家馬場脩が収集したコレクション。「アイヌの生活用具コレクション」として、1959年（昭和34年）に国重要有形民俗文化財に指定されている。1971年（昭和46年）に函館市へ寄贈。
児玉コレクション
北海道大学名誉教授だった児玉作左衛門が収集したコレクション。1980年（昭和55年）に函館市へ寄託、1998年（平成10年）に寄贈された。

## アクセス
- 函館市電末広町停留場徒歩1分。

## 函館市総合ミュージアム（仮称）構想
2022年（令和4年）に市は、同館と市立函館博物館、市立函館博物館郷土資料館（旧・金森洋物店）、函館市文学館、函館市北洋資料館を集約する計画を公表した。